# Faro de la Isla de Navaza
El Faro de la Isla de Navaza (en inglés: Navassa Island Light o Navassa Lighthouse) es un faro en la isla de Navaza ahora desactivado, que se encuentra en el mar Caribe en el extremo sur del paso de los Vientos entre las países de Haití al este y Cuba y Jamaica al oeste. Es la ruta más corta entre la costa este de los Estados Unidos y el canal de Panamá. La estructura fue construida en 1917 y desactivada en 1996. El faro se está deteriorando poco a poco por la falta de mantenimiento. La casa de los guardianes está sin techo y en ruinas.
La importancia del faro antes de la llegada de GPS era evidente debido al hecho de que tiene la duodécimo torre más alta y el cuarto plano focal  más alto de todos los faros de Estados Unidos.